# I Don’t Understand You
I Don’t Understand You ist eine Horrorkomödie von David Joseph Craig und Brian Crano. Der Film mit Nick Kroll und Andrew Rannells in den Hauptrollen als schwules Paar, das ein Kind zu adoptieren versucht, feierte im März 2024 beim South by Southwest Film Festival seine Premiere und kam Anfang Juni 2025 in die US-Kinos.

## Handlung
Dom und Cole sind ein schwules, gut betuchtes Paar, das in Los Angeles lebt. Sie feiern ihr 10-Jähriges mit einer Reise nach Italien. Hier erhalten sie einen von ihnen mit Spannung erwarteten Anruf von Candace, die ein Kind erwartet, das Dom und Cole adoptieren wollen. 
Sie besuchen Daniele, einem alten Freund von Doms Vater, der für ihr Jubiläum ein Essen in einem seit einigen Monaten geschlossenen Bauernrestaurant in Orvieto arrangiert. Die Köchin will ihr Restaurant nur für sie wieder öffnen. Die Wegbeschreibung ist allerdings nicht sehr genau, und so verirren sie sich bei der Fahrt dorthin mitten im ländlichen Nirgendwo. Ihr Mietwagen bleibt während eines heftigen Regensturms im Schlamm stecken. Ein mürrischer Bauer mit einer Schrotflinte taucht auf, und sie gehen erst vom Schlimmsten aus, doch der Mann hilft ihnen, und als sie zum Restaurant gelangen, werden sie dort von der Besitzerin Zia Luciana herzlich empfangen. Das Essen ist fantastisch, auch wenn der überzeugte Vegetarier Cole dabei gezwungen wird, eine Pizza mit Pferdewurst zu probieren.

## Produktion

### Regie und Drehbuch
Regie führten David Joseph Craig und Brian Crano, die gemeinsam auch das Drehbuch schrieben. Crano ist für seine Arbeiten an Fernsehserien wie Simply Plimpton bekannt. Craig war zuvor in erster Linie als Schauspieler tätig. Unter anderem war er in Filmen wie All These Small Moments und Der verlorene Sohn in kleineren Rollen zu sehen. Wie ihre Protagonisten sind Craig und Crano verheiratet. Crano besetzte seinen Ehemann bereits für eine Hauptrolle in seinem zweiten Spielfilm Permission.

### Besetzung und Dreharbeiten
Nick Kroll und Andrew Rannells spielen in den Hauptrollen Dom und Cole. Paolo Romano spielt Daniele, einen alten Freund von Doms Vater, den sie in Italien besuchen. Arcangelo Iannace spielt den Bauern, der ihnen hilft. Nunzia Schiano ist in der Rolle der Restaurantbesitzerin Zia Luciana zu sehen. Morgan Spector spielt deren Sohn Massimo und Eleanora Romandini dessen Verlobte Francesca. Amanda Seyfried spielt in einer Nebenrolle Candace, die Frau, deren Kind Dom und Cole adoptieren wollen. Weitere Rollen wurden mit Giuseppe Attanasio und Cecilia Dazzi besetzt.
Kameramann Lowell A. Meyer war zuletzt für Filme wie Der Chaos-Cop von Jim Cummings, Greener Grass von Jocelyn DeBoer und Dawn Luebbe und gemeinsam mit Jarin Blaschke für den Thriller Knock at the Cabin von M. Night Shyamalan tätig.

### Filmmusik und Veröffentlichung
Die Filmmusik komponierten Danny Bensi und Saunder Jurriaans, die in der Vergangenheit gemeinsam an einer Reihe von Filmen beteiligt waren, unter anderem an The Gift, Der verlorene Sohn, The Discovery, Wolfpack, Edison oder God’s Creatures.
Die Weltpremiere von I Don’t Understand You fand am 8. März 2024 beim South by Southwest Film Festival statt, wo Crano bereits seine Filme A Bag of Hammers und Dog Food vorstellte. Ebenfalls im März 2024 wurde er beim London LGBTQIA+ Film Festival gezeigt. Anfang April 2024 wurde I Don’t Understand You beim Overlook Film Festival vorgestellt. Im Juni 2024 wurde der Film beim San Francisco International LGBTQ+ Film Festival gezeigt. Im Januar 2025 wurde I Don’t Understand You beim Palm Springs International Film Festival vorgestellt. Am 6. Juni 2025 kam der Film in ausgewählte US-Kinos.

## Rezeption
Von den bei Rotten Tomatoes aufgeführten Kritiken sind 60 Prozent positiv.